# Dreistromstein

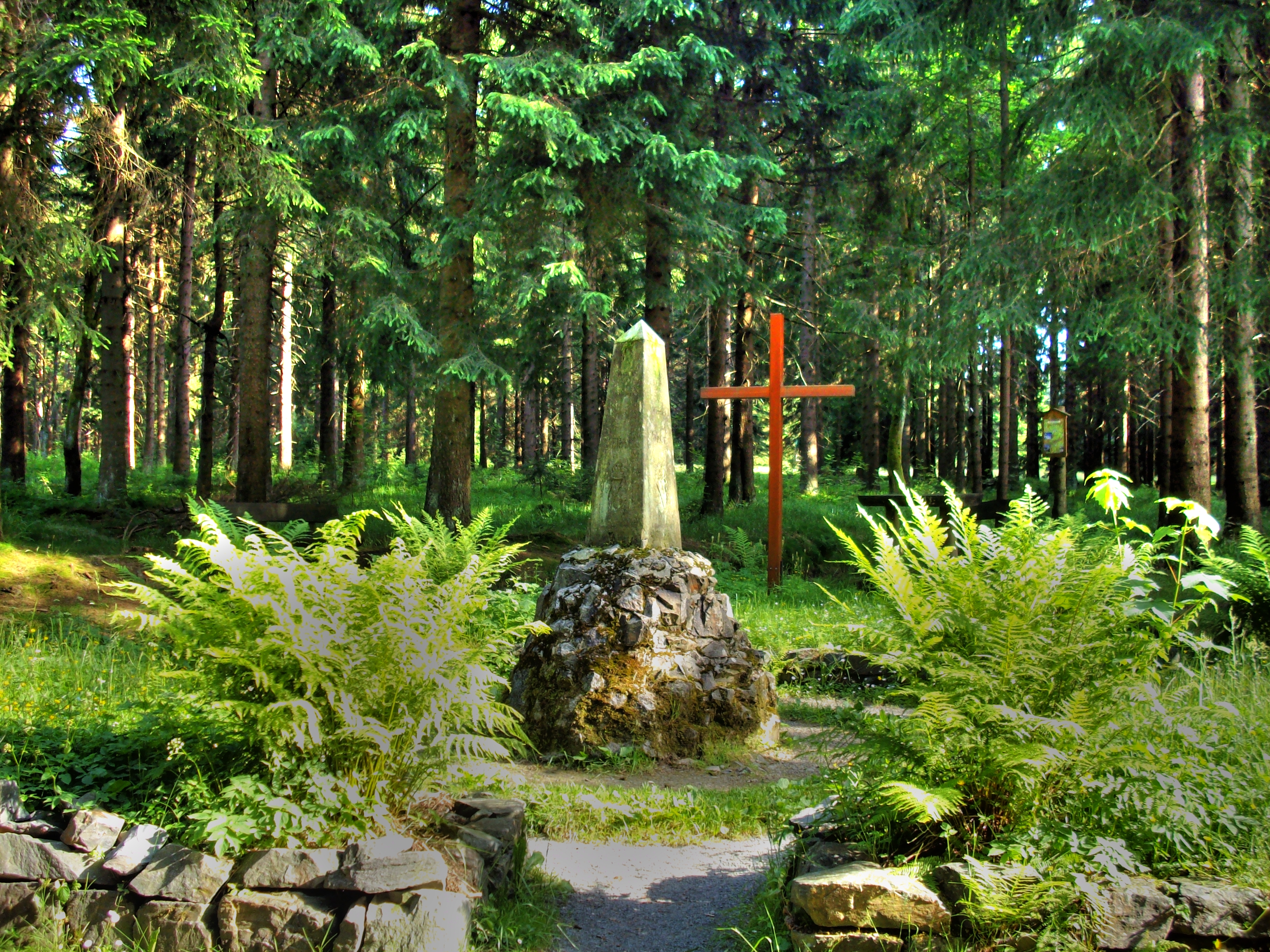
Dreistromstein

De Dreistromstein is een driezijdige obelisk die sinds 1906 in het Thüringer Woud de waterscheiding van de Wezer, Elbe en Rijn markeert. De voet bestaat uit verschillende soorten gesteenten die kenmerkend zijn voor een bepaald riviersysteem: graniet (van de Elbe) grauwacke (van de Weser) en kwarts (van de Rijn).
Ertegenover staat de Kleine Dreiherrenstein, ook wel Dreiherrenstein am Saarzipfel genoemd. Deze steen markeert de grens tussen de vroegere hertogdommen Saksen-Meiningen en Saksen-Hildburghausen en het voormalige vorstendom Schwarzburg-Rudolstadt.